# 罗什拉莫利耶尔
罗什拉莫利耶尔（法語：Roche-la-Molière，發音：[ʁɔʃ la mɔljɛʁ]），法国东南部城市，奥弗涅-罗讷-阿尔卑斯大区卢瓦尔省的一个市镇，隶属于圣艾蒂安区，其市镇面积为17.44平方公里，2022年1月1日时人口数量为9,853人，在法国市镇中排名第1,053位（2022年）。
罗什拉莫利耶尔位于卢瓦尔省南部，省会圣艾蒂安市中心西侧，是圣艾蒂安的一个近郊卫星城。

## 地名来源
根据当地官方网站的论述，“Roche-la-Molière”一名最初于1252年以“Rocha Moeyra”的形式在一份文献中出现，其中“Molière”一名意为“石磨”，对应现代法语单词“meule”。在1801年以前，当地的官方名称拼写为“Roche Lamolière”。
此外，因翻译标准不同，“Roche-la-Molière”在部分汉语资料中又被译为罗什拉莫里哀。

## 历史

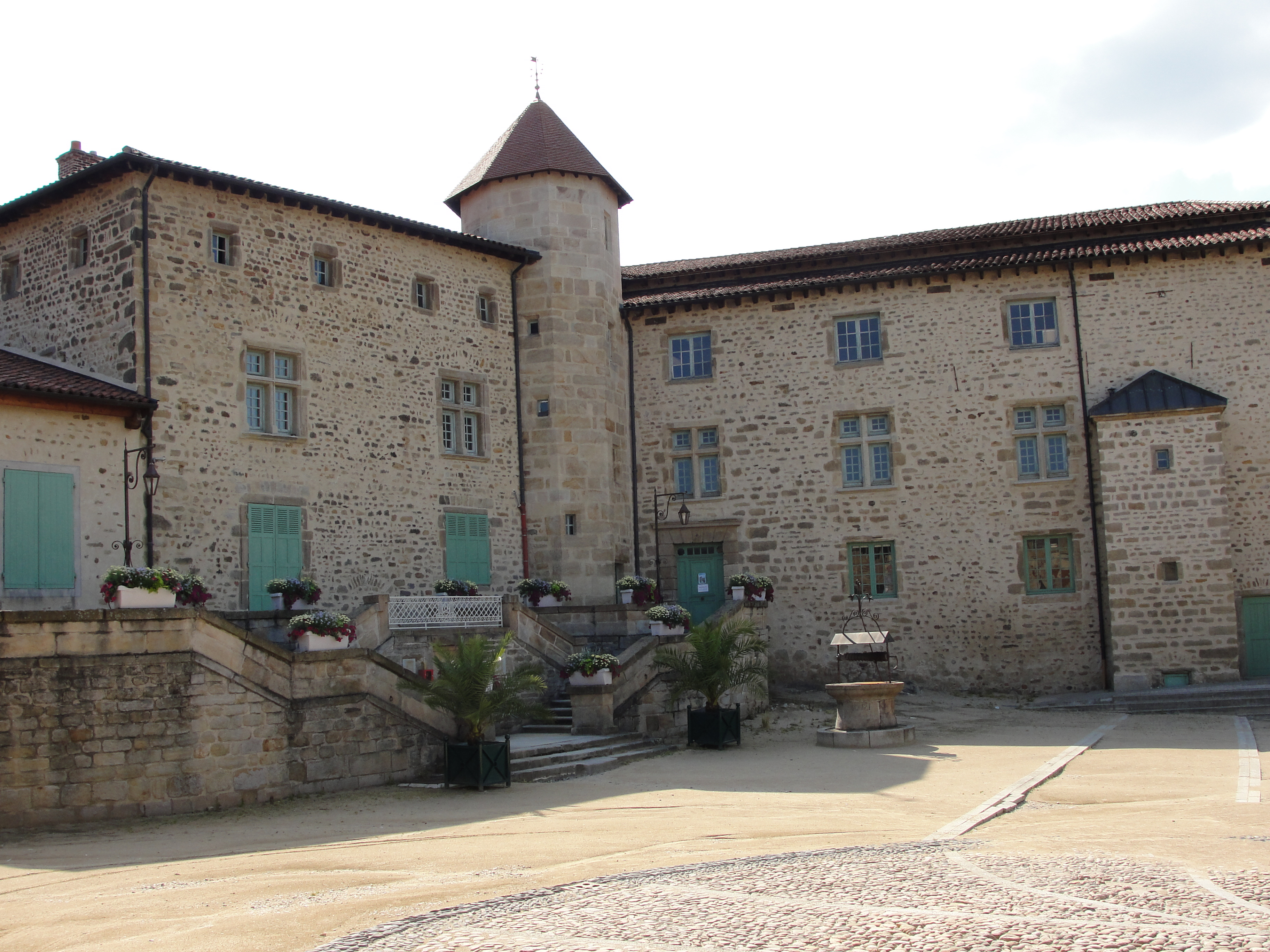
罗什拉莫利耶尔城堡

罗什拉莫利耶尔的早期历史尚不清楚。根据当地官方网站的论述，罗什拉莫利耶尔境内曾发现新时期时代的人类活动遗迹。十二世纪时，当地领主在此修建城堡。法国大革命后，罗什拉莫利耶尔成为罗讷-卢瓦尔省的一个市镇，该省于1793年一分为二，罗什拉莫利耶尔被划入卢瓦尔省。自十九世纪以来，罗什拉莫利耶尔所处的卢瓦尔矿区煤炭资源得到大规模开发，罗什拉莫利耶尔境内新建了学校、教堂、医院等设施，当地人口数量逐年增加并形成矿工社区。二十世纪中后期，罗什拉莫利耶尔及卢瓦尔矿区的矿井相继关闭。

## 地理

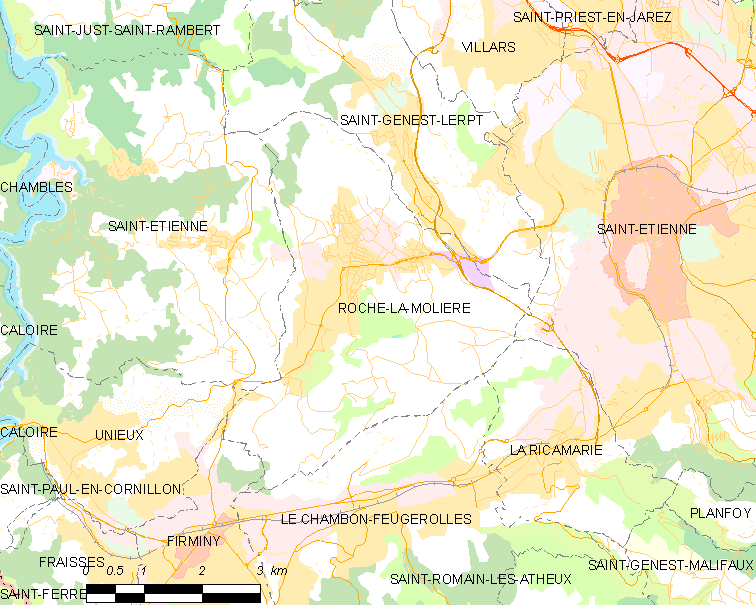
罗什拉莫利耶尔市镇范围地图

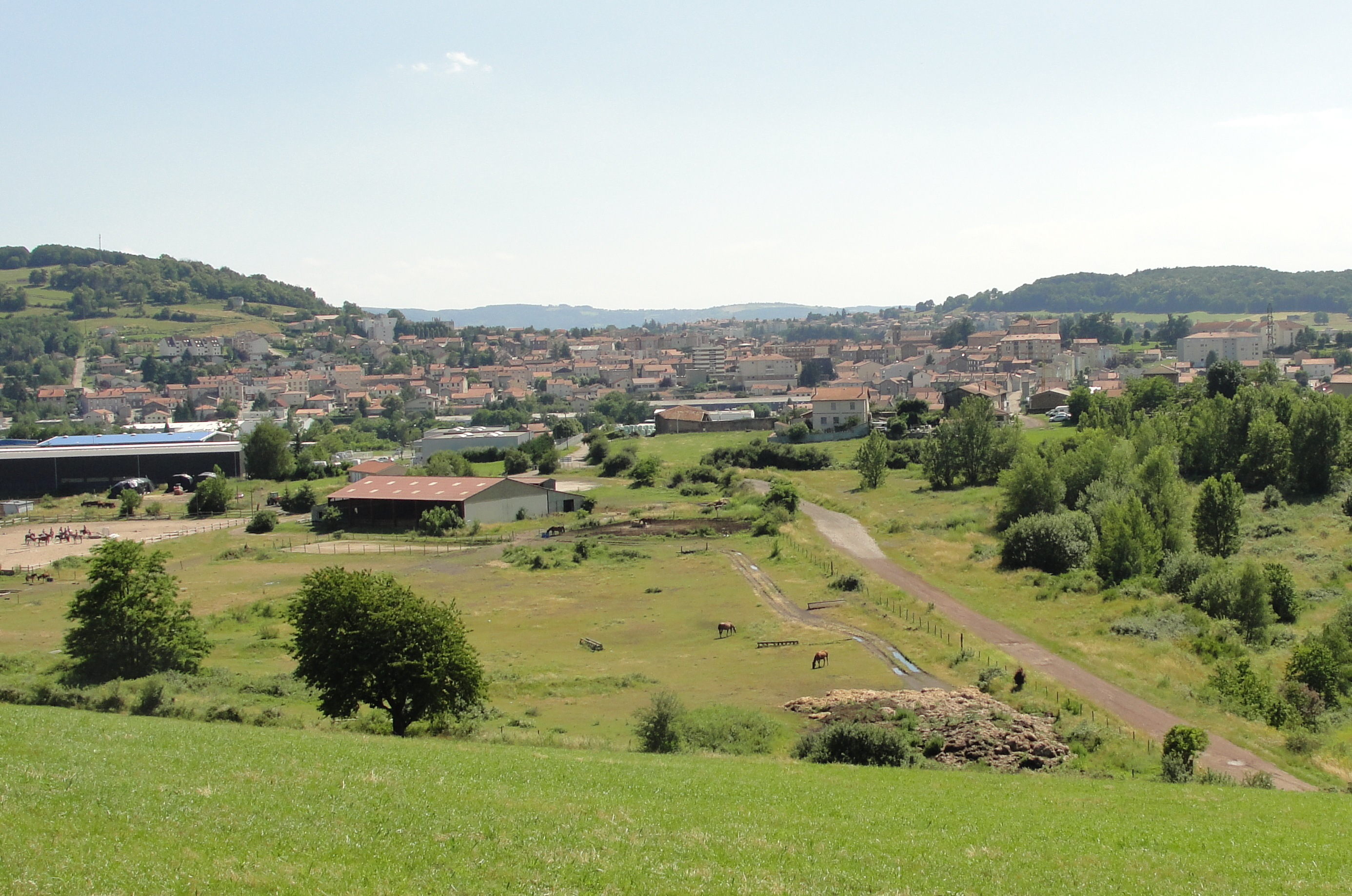
罗什拉莫利耶尔境内的自然景观

罗什拉莫利耶尔位于法国东南部，奥弗涅-罗讷-阿尔卑斯大区中西部和卢瓦尔省南部，距离省会圣艾蒂安大约7公里。与罗什拉莫利耶尔接壤的市镇包括：圣艾蒂安（包括市区和卢瓦尔河畔圣维克托）、勒尚邦-弗日罗勒、菲尔米尼、拉里卡马里、圣热内莱尔和于尼约。

### 地形
罗什拉莫利耶尔位于福雷地区南部，境内以山地和丘陵为主；市镇中心位于一处山间平地地带，整体地势自北向南有所抬升，全境海拔在469到700米之间。

### 水文
罗什拉莫利耶尔位于卢瓦尔河流域范围内，埃戈泰河和利兹龙河（Le Lizeron）分别发源于罗什拉莫利耶尔市镇范围东南部和东北部，两河均一路向西流出市境。

### 植被
罗什拉莫利耶尔属于温带阔叶混交林区，林地多分布于河流附近及坡地地带，市镇范围南部为拉加尔德树林（Bois de La Garde），镇中心的城堡附近则建有大片绿地公园。
在鲜花城市的评比中，罗什拉莫利耶尔暂未被评级。

### 自然灾害
罗什拉莫利耶尔的地震危险度等级为2级，属于低危险；氡辐射等级为3级，属于高危险。1982至2025年5月间，罗什拉莫利耶尔境内共发生10次有记录的自然灾害，其中7次洪涝。

### 气候
罗什拉莫利耶尔在柯本气候分类法中属于带有大陆性气候特征的温带海洋性气候（Cfb）。

## 行政区划
罗什拉莫利耶尔的市镇编号为42189，邮政编号为42230。
在行政管理方面，罗什拉莫利耶尔隶属于法国奥弗涅-罗讷-阿尔卑斯大区卢瓦尔省圣艾蒂安区；在地方选举方面，罗什拉莫利耶尔隶属于圣艾蒂安第三县，其市镇范围全境被划入卢瓦尔省第一选区；在社会管理方面，罗什拉莫利耶尔是圣艾蒂安都会区的组成部分。
截至2025年5月，罗什拉莫利耶尔市镇范围内暂无任何安全优先街区及城市政策优先街区。
法国国家统计与经济研究所（简称“INSEE”）在进行数据统计时，将罗什拉莫利耶尔及相邻的另外32个市镇设为圣艾蒂安城市核心区，并将包括罗什拉莫利耶尔在内的周边共105个市镇划为圣艾蒂安城市辐射区。此外，INSEE还将罗什拉莫利耶尔市镇分为了4个“块区”（IRIS），以便于统计人口分布情况。

## 交通

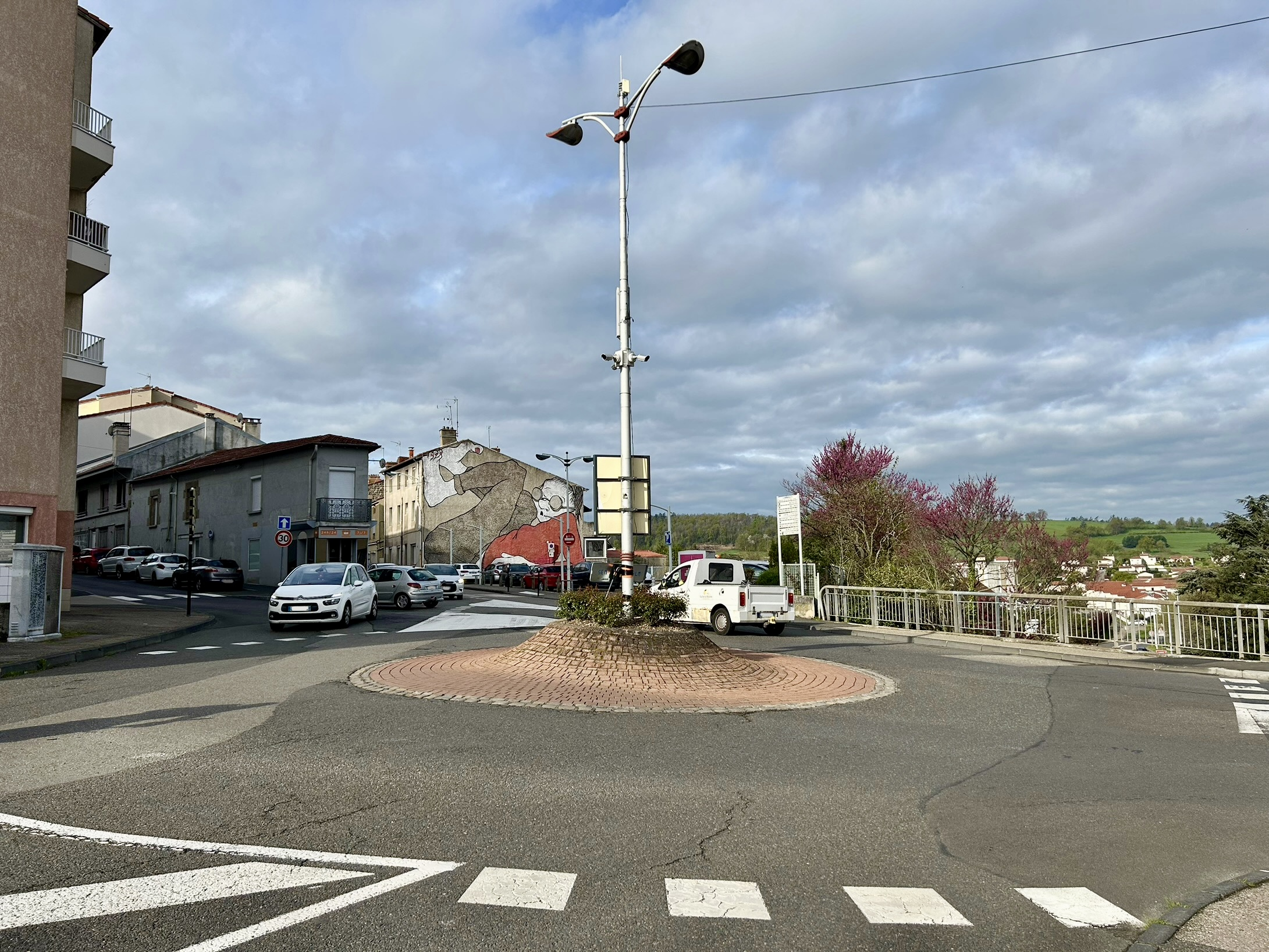
卡诺环岛

### 公路
圣艾蒂安都会区公路M3线穿过罗什拉莫利耶尔镇中心，另有卢瓦尔省省道D3.2线、D10线和D201线在罗什拉莫利耶尔境内交汇。
2021年，80.2%的罗什拉莫利耶尔家庭拥有至少一辆私人汽车。2023年，罗什拉莫利耶尔境内共发生各类交通事故2起，造成4人受伤。
| 10 | 8 |

| 圣艾蒂安 | 8 |

| 菲尔米尼 | 7 |

| 勒尚邦-弗日罗勒 | 7 |

### 铁路
距离罗什拉莫利耶尔最近的运营中的客运铁路车站为5公里外的圣艾蒂安勒克拉皮耶站，该站停靠往返于里昂和菲尔米尼一线的区域列车。

### 航空
罗什拉莫利耶尔距离里昂圣埃克絮佩里机场的高速公路里程大约84公里。

### 城市公共交通
罗什拉莫利耶尔是圣艾蒂安城市公共交通（商业名称为“STAS”）的服务覆盖范围。截至2025年5月，该系统共包括三条有轨电车线路和数十条公交线路，其中公交M2线和校车107路、108路、109路经过罗什拉莫利耶尔。

## 政治

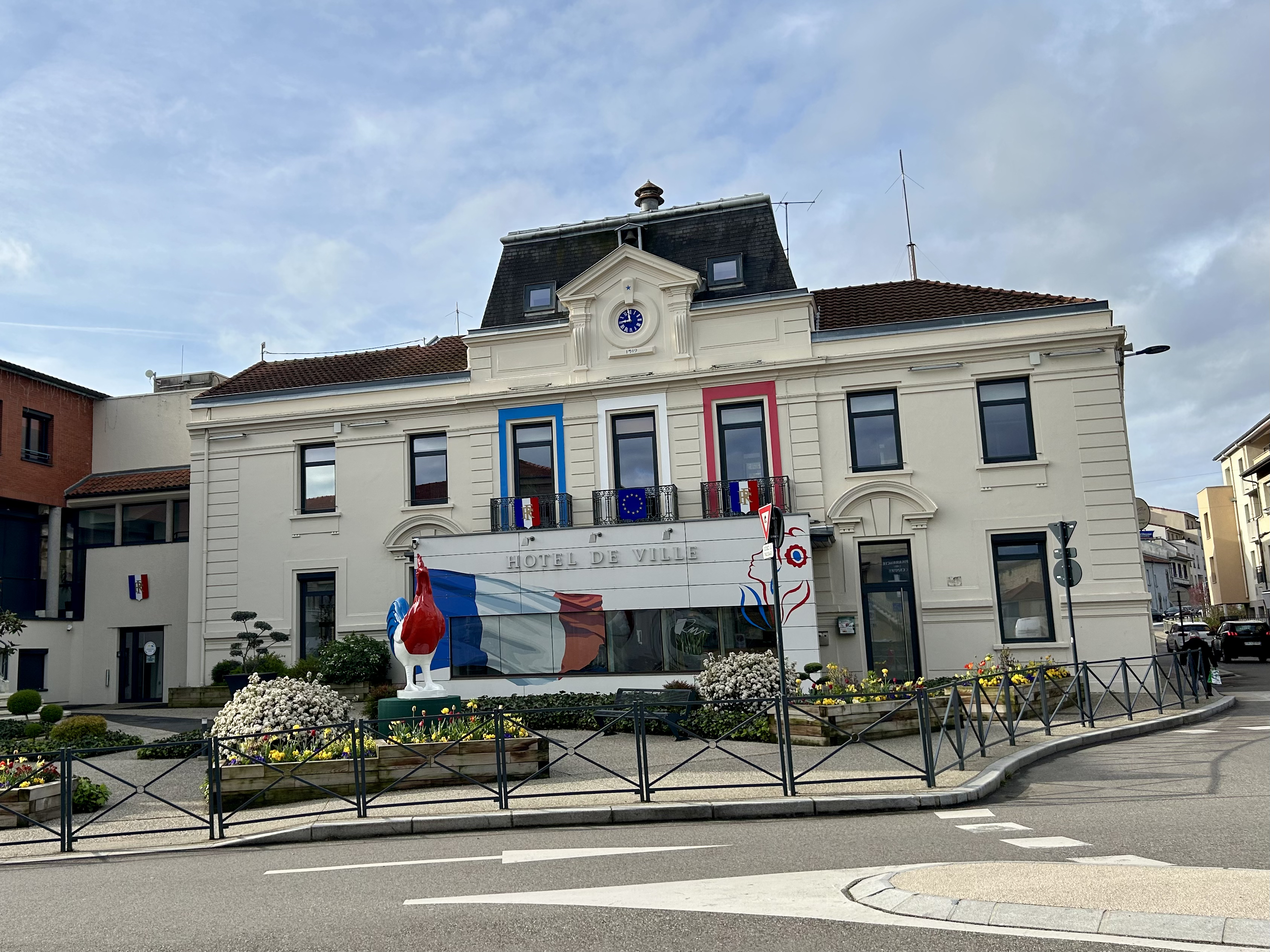
罗什拉莫利耶尔市政厅

罗什拉莫利耶尔的现任市长为埃里克·贝利韦先生（Éric BERLIVET），他是民主人士和独立人士联盟的一名成员，在2020年的市政选举中获得了56.45%的支持率。
在2022年的法国总统大选的第二轮选举中，法国第25任总统埃马纽埃尔·马克龙在罗什拉莫利耶尔获得了53.72%的支持率。

## 人口
2022年，罗什拉莫利耶尔市镇人口数量为9,853，在法国排名第1,053位。其中男性4,772人，女性5,091人，75岁及以上人口占9.3%，外籍人口数量为461人，人口密度为565人/平方公里，当地居民被称为（男性）或（女性）。2015至2021年间，罗什拉莫利耶尔的人口增长率为–0.0%。2022年，罗什拉莫利耶尔境内出生84人，死亡人口94人。
| 罗什拉莫利耶尔1901年－2022年人口变化情况 |
|                                          |
| 数据来源：Cassini、INSEE                 |

## 经济
INSEE于2020年将罗什拉莫利耶尔划入圣艾蒂安就业区（Zone d'emploi de Saint-Étienne），并又于2022年将其划入圣艾蒂安生活区（Bassin de vie de Saint-Étienne）。截至2022年底，罗什拉莫利耶尔市镇范围内共有活跃企业311家，其中72.0%的员工总数在9人及以下；按照产业分类，当地一、二、三产业占比分别为0.0%、37.3%和62.7%。（工业组装）、（汽车配件制造）及（零售）是当地2023年已公布营业额最高的三个企业，分别为192,237,091欧元、56,045,139欧元和28,841,007欧元。

## 财政与居民收入
2023年，罗什拉莫利耶尔的财政收入总额为14,830,910欧元，财政支出总额为12,878,530欧元，当年的债务总额为6,679,410欧元。2023年，罗什拉莫利耶尔市镇通过增值税获得317,740欧元的收入，此外当地还共获得了230,190欧元的国家直接财政补助。
| 罗什拉莫利耶尔居民收入情况                       | 罗什拉莫利耶尔居民收入情况 | 罗什拉莫利耶尔居民收入情况 | 罗什拉莫利耶尔居民收入情况 |
| 内容                                             | 罗什拉莫利耶尔             | 卢瓦尔省                   | 法國                       |
| ------------------------------------------------ | -------------------------- | -------------------------- | -------------------------- |
| 居民平均时薪                                     | 14.8欧元（2022年）         | 15.1欧元（2022年）         | 17欧元（2022年）           |
| 高级职员人均时薪                                 | 23.9欧元（2022年）         | 25.1欧元（2022年）         | 29.1欧元（2022年）         |
| 中级职员人均时薪                                 | 15.4欧元（2022年）         | 16.1欧元（2022年）         | 16.6欧元（2022年）         |
| 普通职员人均时薪                                 | 12.1欧元（2022年）         | 11.9欧元（2022年）         | 12.1欧元（2022年）         |
| 工人人均时薪                                     | 12.9欧元（2022年）         | 12.6欧元（2022年）         | 12.5欧元（2022年）         |
| 贫困率                                           | 12%（2021年）              | 15.8%（2021年）            | 14.5%（2021年）            |
| 青壮年（15至64岁）失业率                         | 10.4%（2021年）            | 11.8%（2021年）            | 10.4%（2021年）            |
| 家庭总数                                         | 4,503（2022年）            | 1,023（2022年）            | 1,160（2022年）            |
| 征税家庭数量占比                                 | 44.5%（2023年）            | 47.3%（2022年）            | 44.8%（2022年）            |
| 家庭年均纳税                                     | 2,213欧元（2023年）        | 2,596欧元（2022年）        | 4,481欧元（2022年）        |
| 资料来源：INSEE、L'Internaute、Le Journal du Net |                            |                            |                            |

## 社会事务

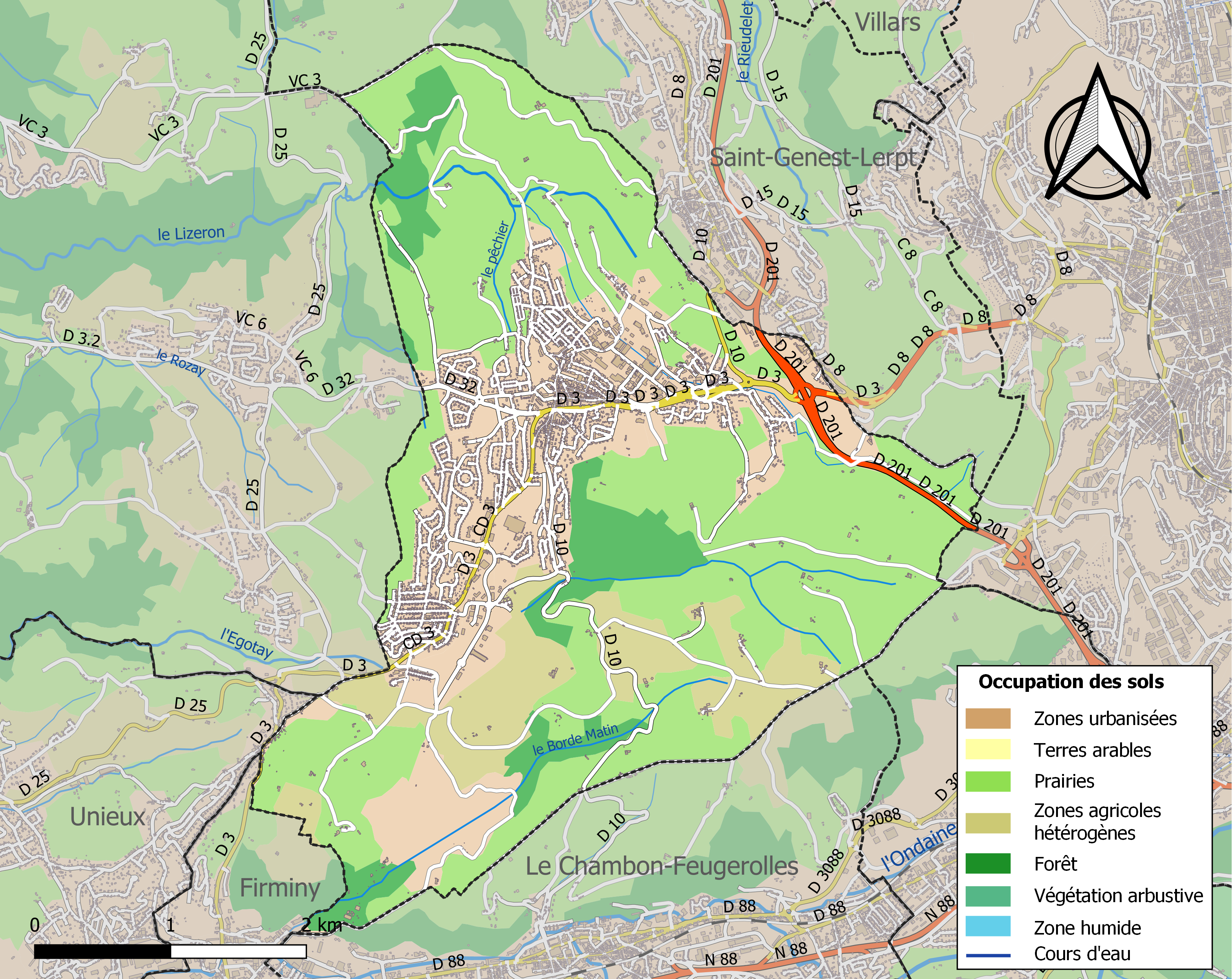
罗什拉莫利耶尔土地利用情况地图

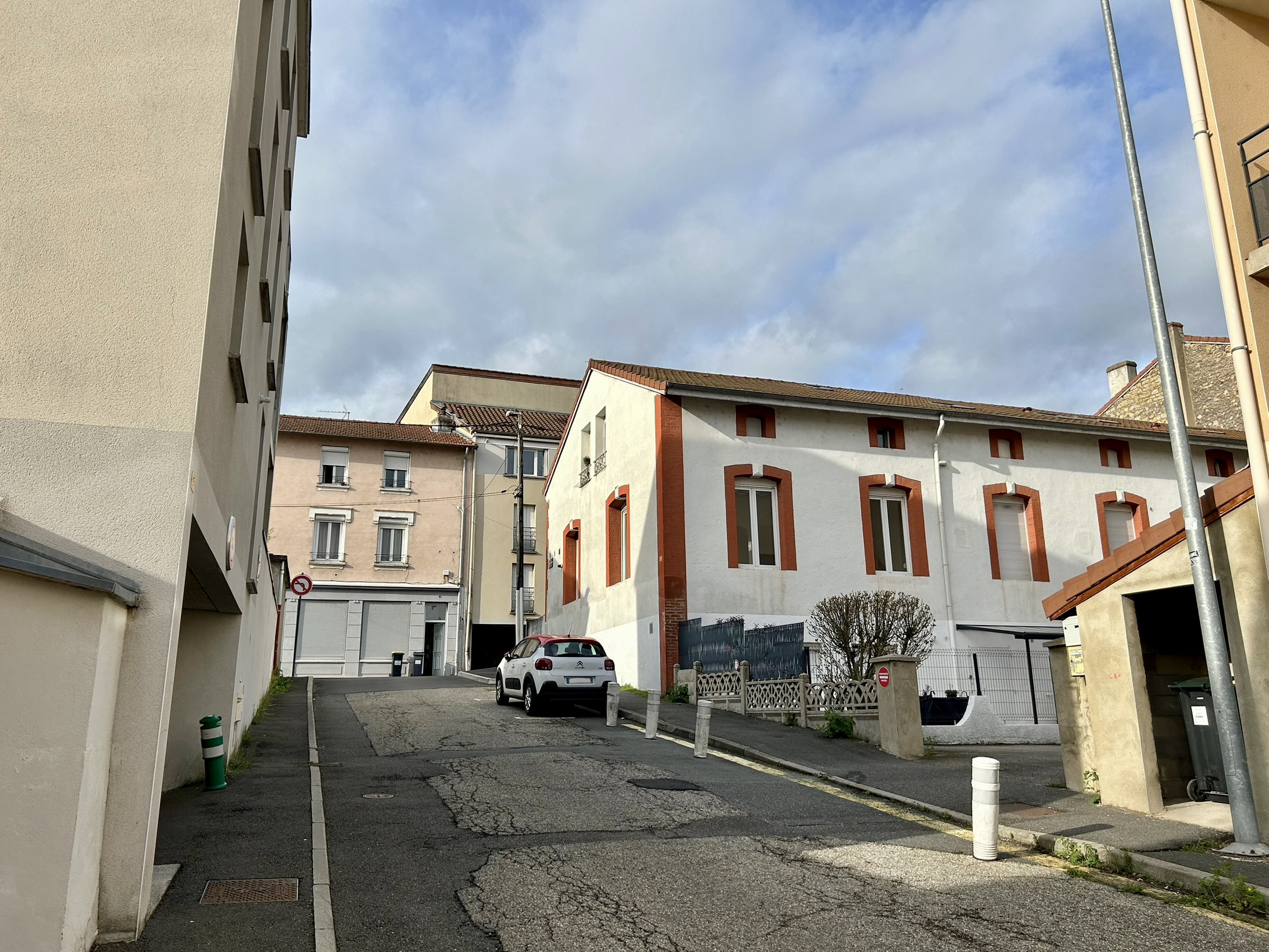
安托万·马丁街

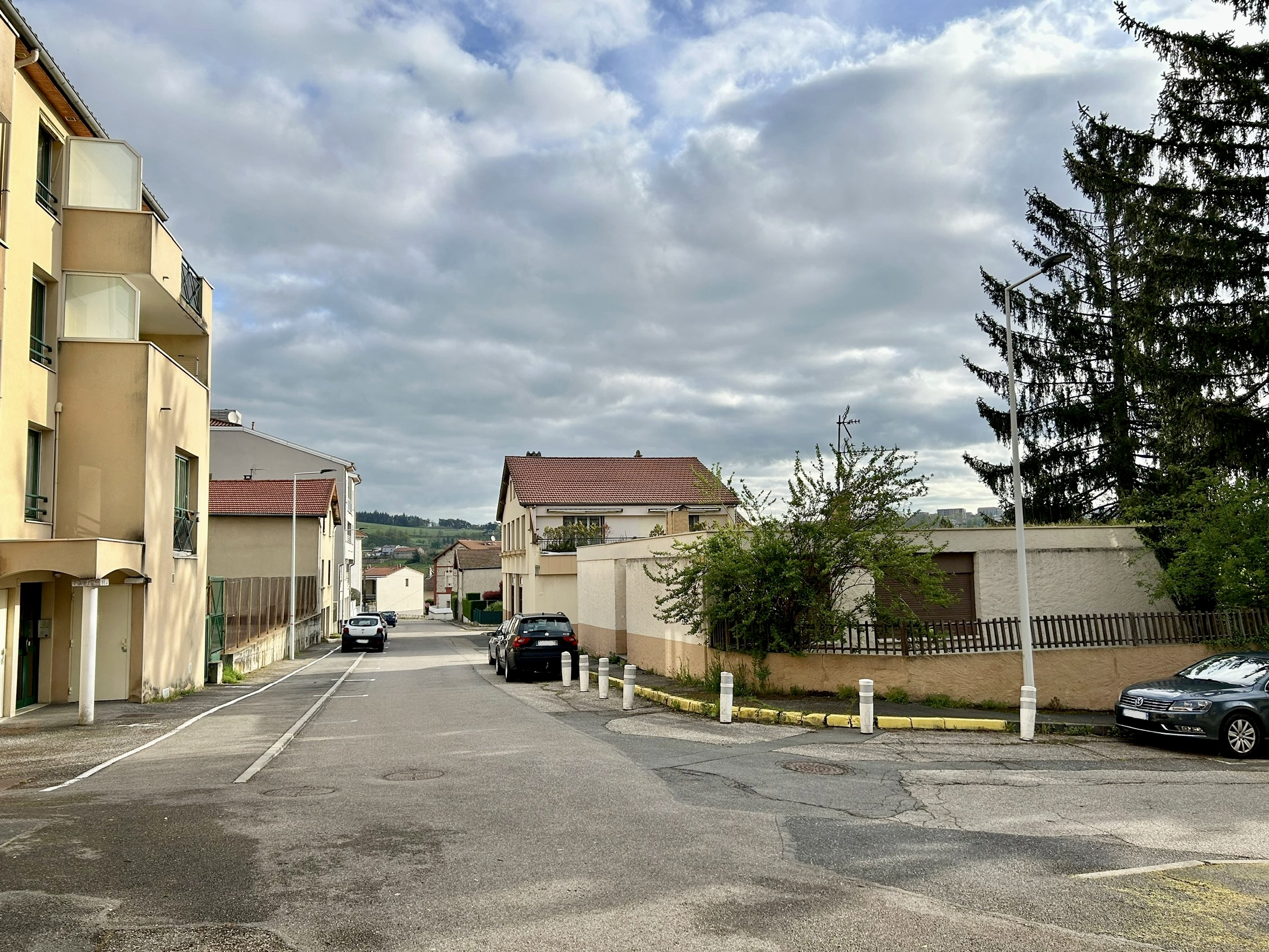
昂布鲁瓦斯·帕雷街

### 教育
罗什拉莫利耶尔属于里昂学区。截至2023年1月1日，罗什拉莫利耶尔境内共有2所幼儿园、5所小学和1所初级中学。2022至2023学年度，罗什拉莫利耶尔境内共有在校中等教育阶段学生625名。

### 医疗
截至2023年1月1日，罗什拉莫利耶尔境内共有全科医生7名、保健师12名、牙医4名、护士24名、助产士1名、药房5家、养老院1家。
距离罗什拉莫利耶尔最近的区域性医疗机构为圣艾蒂安大学中心医院，其主病区北医院（Hôpital Nord）位于雅雷地区圣普列斯特市区北部，距离罗什拉莫利耶尔市区的正常车程大约11分钟，该院设有床位1,276个，是卢瓦尔省规模最大的综合性医疗机构。

### 住房
2021年，罗什拉莫利耶尔境内共有各类住房4,868套，其中51.9%为独立式住宅，47.2%为集中式住宅。常住房屋占罗什拉莫利耶尔市镇范围内居民建筑总量的93.2%。2023年，罗什拉莫利耶尔的居住税率为14.29%，不动产税率为41.14%（其中空置土地的不动产税率为45.64%）。
在住房保障政策方面，2023年，罗什拉莫利耶尔境内共有1,815户家庭获得了家庭津贴补助，受益人数占总人口数量的18.4%，其中745份为房租补助。

### 商业
2021年，罗什拉莫利耶尔境内共有各类实体商铺206家，其中餐厅20家、大型超市2家、杂货店2家、面包房6家、书店2家、装饰品店1家、银行门店4家、美容美发店15家、汽车维修店25家。罗什拉莫利耶尔镇中心南部建有一家Intermarché卖场，东部则建有一家Aldi超市。

### 体育
2023年，罗什拉莫利耶尔境内共有3间体育馆、2座综合体育场、1处网球场、3处马术场、3处足球或橄榄球场以及2处篮球或排球场。
截至2025年5月，罗什-圣热内足球俱乐部（Football Club Roche Saint Genest，编号544208）是罗什拉莫利耶尔境内唯一的一家注册足球俱乐部，其主队2024至2025赛季参加奥弗涅-罗讷-阿尔卑斯大区足球联赛丙组（法国第八级别），其位于罗什拉莫利耶尔境内的主场为路易·贝尔热球场（Stade Louis Berger）。

### 环境
罗什拉莫利耶尔的环境事务由其所属的圣艾蒂安都会区联合各级政府协调负责。2021年，罗什拉莫利耶尔境内共有4家污染企业。

### 治安
2021年，罗什拉莫利耶尔市镇范围内共有1处派出所。
2024年，罗什拉莫利耶尔市镇范围内累计记录各类案件370起，其中盗窃类案件180起，人身侵犯类案件66起，毒品交易类案件15起。

## 文化

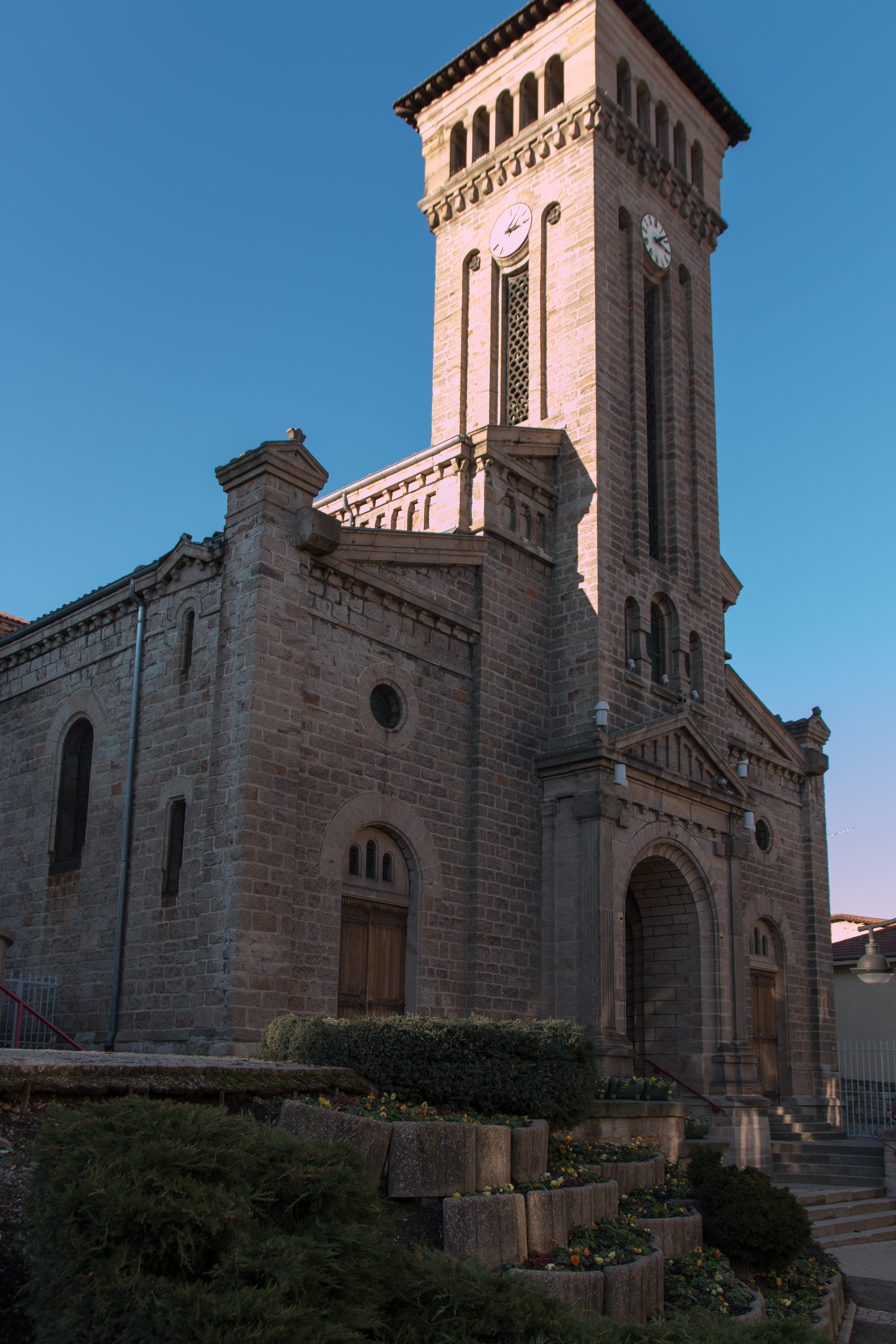
圣女教堂

2023年，罗什拉莫利耶尔境内共有1家电影院。罗什拉莫利耶尔境内建有多媒体中心（Médiathèque），每周二、三、五、六向公众开放。

### 建筑
截至2025年5月，罗什拉莫利耶尔境内共有1处建筑被列入法国国家文物保护单位，为罗什拉莫利耶尔城堡，此外镇中心的圣女教堂（Église de la Sainte-Vierge de Roche-la-Molière）等也是当地的地标性建筑物。

### 旅游
罗什拉莫利耶尔的旅游事务由其所属的圣艾蒂安都会区联合各级政府协调负责。2024年，罗什拉莫利耶尔境内暂无任何常规游客接待设施。

### 媒体
法国主要的媒体均可在罗什拉莫利耶尔接收，法国电视三台下属的奥弗涅-罗讷-阿尔卑斯大区频道在部分时段播出罗什拉莫利耶尔所在卢瓦尔省的地方新闻。

## 友好城市
截至2025年5月，罗什拉莫利耶尔共与一座城市建立了友好城市关系：
- 葡萄牙 聖布拉什迪阿爾波特爾